# Akai MPC
El Akai MPC (originalmente MIDI Production Center , ahora Music Production Center ) es una serie de estaciones de trabajo musicales producidas por Akai a partir de 1988. Los MPC combinan funciones de muestreo y secuenciación, lo que permite a los usuarios grabar porciones de sonido, modificarlas y reproducirlas como secuencias.
Los primeros MPC fueron diseñados por el ingeniero estadounidense Roger Linn, quien había diseñado las exitosas cajas de ritmos LM-1 y LinnDrum en la década de 1980. Linn pretendía crear un instrumento intuitivo, con una cuadrícula de pads que se pudieran tocar de manera similar a un instrumento tradicional, como un teclado o una batería. Se pueden crear ritmos utilizando muestras de cualquier sonido.
El MPC tuvo una gran influencia en el desarrollo de la música electrónica y hip hop. Condujo a nuevas técnicas de muestreo, y los usuarios llevaron sus límites técnicos a un efecto creativo. Tuvo un efecto democratizador en la producción musical, permitiendo a los artistas crear pistas elaboradas sin instrumentos tradicionales ni estudios de grabación. Su interfaz de pad fue adoptada por numerosos fabricantes y se convirtió en estándar en la tecnología de DJ.

## Desarrollo
A finales de la década de 1980, las cajas de ritmos se habían vuelto populares para crear ritmos y bucles sin instrumentistas, y los artistas de hip hop usaban secuenciadores para tomar partes de grabaciones existentes y crear nuevas composiciones. Las Grooveboxes , máquinas que combinaban estas funciones, como las de E-mu Systems , requerían conocimientos de producción musical y costaban hasta 10.000 dólares.
El MPC original, el MPC-60, fue una colaboración entre la empresa japonesa Akai y el ingeniero estadounidense Roger Linn . Linn había diseñado las exitosas LM-1 y LinnDrum , dos de las primeras cajas de ritmos en utilizar samples (sonidos pregrabados). Su empresa, Linn Electronics, había cerrado tras el fallo del Linn 9000, una caja de ritmos y secuencias. Según Linn, su colaboración con Akai "encajaba bien porque Akai necesitaba un diseñador creativo con ideas y yo no quería hacer ventas, marketing, finanzas o fabricación, todo lo cual Akai era muy bueno".
Linn describió el MPC como un intento de "rediseñar adecuadamente" el Linn 9000. No le gustaba leer manuales de instrucciones y quería crear una interfaz intuitiva que simplificara la producción musical. Diseñó las funciones, incluido el diseño del panel y las especificaciones de hardware, y creó el software con su equipo. Atribuyó el circuito a un equipo dirigido por el ingeniero inglés David Cockerell. Akai se encargó de la ingeniería de producción, haciendo que el MPC fuera "más fabricable". El primer modelo, el MPC60 (Centro de producción MIDI), fue lanzado el 8 de diciembre de 1988, y se vendió por 5.000 dólares. Le siguieron el MPC60 MkII y el MPC3000.
Después de que Akai cerró en 2006, Linn dejó la empresa y Numark compró sus activos.  Akai ha seguido produciendo modelos MPC sin Linn.  Linn fue crítico y dijo: "Akai parece estar haciendo ligeros cambios en mis viejos diseños de 1986 para el MPC original, básicamente reorganizando las tumbonas del Titanic ".

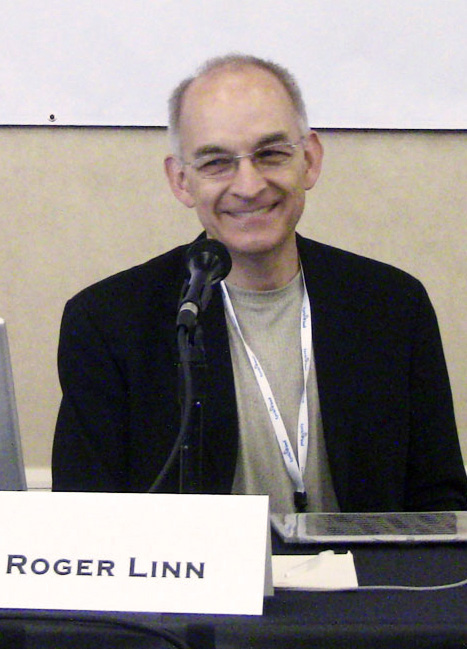
El MPC fue diseñado por Roger Linn (fotografía de 2010), que también creó el LinnDrum.

## Características
En lugar de los interruptores y pequeños botones físicos de dispositivos anteriores, el MPC tiene una cuadrícula de 4x4 de grandes almohadillas de goma sensibles a la presión que se pueden tocar de manera similar a un teclado. La interfaz era más sencilla que la de los instrumentos de la competencia y se puede conectar a un sistema de sonido normal, sin necesidad de un estudio. Según Vox, "lo más importante es que no era un enorme panel de mezclas estacionario con tantos botones como la cabina de un avión".
Mientras que los artistas previamente habían sampleado piezas musicales largas, el MPC les permitió samplear porciones más pequeñas, asignarlas a pads separados y activarlas de forma independiente, de manera similar a tocar un instrumento tradicional como un teclado o una batería. Los ritmos se pueden construir no sólo a partir de muestras de percusión sino también de cualquier sonido grabado, como trompetas o sintetizadores.
El MPC60 solo permite longitudes de muestra de hasta 13 segundos, ya que la memoria de muestreo era costosa en ese momento y Linn esperaba que los usuarios muestrearan sonidos cortos para crear ritmos en bucles más bien largos. Las funciones se seleccionan y las muestras se editan con dos mandos. Los botones rojos de “grabación” y “sobregrabación” se utilizan para guardar o reproducir ritmos. El MPC60 tiene una pantalla LCD y viene con disquetes con sonidos e instrumentos.

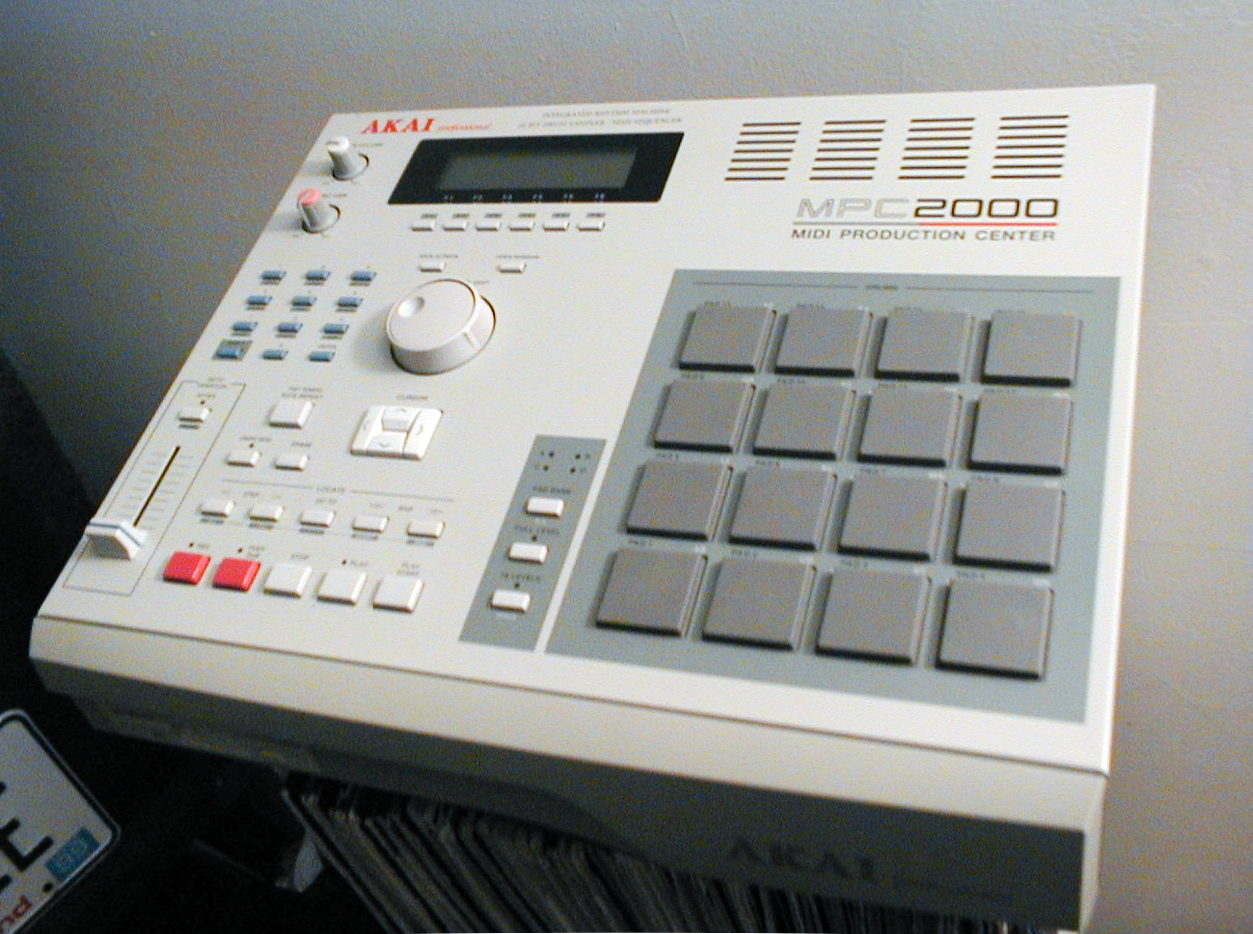
Un AKAI MPC2000

## Legado
Linn anticipó que los usuarios probarían sonidos cortos, como notas individuales o golpes de batería, para usarlos como componentes básicos de las composiciones. Sin embargo, los usuarios comenzaron a probar pasajes musicales más largos. En palabras de Greg Milner, autor de Perfecting Sound Forever , los músicos "no sólo querían el sonido del bombo de John Bonham, querían hacer un bucle y repetir todo "When the Levee Breaks". Linn dijo: "Fue una sorpresa muy agradable. Después de 60 años de grabación, hay tantos ejemplos pregrabados para tomar muestras. ¿Por qué reinventar la rueda?"
La capacidad del MPC para crear percusión a partir de cualquier sonido convirtió el muestreo en una nueva forma de arte y permitió nuevos estilos de música, Su asequibilidad y accesibilidad tuvieron un efecto democratizador; los músicos podían crear pistas sin conocimientos de estudio o teoría musical y resultaba atractivo para músicos que no tocaban instrumentos tradicionales o no tenían educación musical.  Vox escribió que el MPC "cuestionó la noción de cómo puede verse una banda". La rejilla de pads 4x4 fue adoptada por numerosos fabricantes y se convirtió en estándar en la tecnología de DJ. A partir de 2018, el MPC siguió utilizándose incluso con la llegada de las estaciones de trabajo de audio digital, y los modelos usados alcanzaron precios elevados.
Engadget escribió que no se puede subestimar el impacto del MPC en el hip hop. El rapero Jehst lo vio como el siguiente paso en la evolución del género hip hop después de la introducción de lascajas de ritmos TR-808 , TR-909 y DMX en los años 1980. El productor DJ Shadow utilizó un MPC60 para crear su influyente álbum de 1996 Endtroducing, que está compuesto íntegramente de samples. El productor J Dilla desactivó la función de cuantización en su MPC para crear su característico estilo de muestreo "desequilibrado". Después de la muerte de J Dilla en 2006, su MPC se conservó en el Museo Nacional Smithsonian de Historia y Cultura Afroamericana en 2014. El rapero Kanye West utilizó el MPC para componer varios de sus temas más conocidos. y gran parte de su exitoso álbum de 2004, The College Dropout . West cerró los MTV Video Music Awards 2010 con una interpretación de su tema de 2010 "Runaway" en un MPC.

## Otras lecturas
- "AkaiMPC2000". Future Music . No. 56. Publicaciones futuras. Mayo de 1997. pág. 39. ISSN  0967-0378 . OCLC  1032779031